# Kreekhuizen
Kreekhuizen is een wijk in Rotterdam in het stadsdeel IJsselmonde. De eerste 465 woningen van de wijk werden eind jaren 1950 gebouwd in opdracht van de gemeente Rotterdam naar ontwerp van architectenbureau Van Dokkem en Hallema. De gemiddelde leeftijd van de bewoners van de wijk was in 2012 beduidend hoger dan in andere delen van IJsselmonde.

## Ligging
De wijk ligt ten oosten van de spoorlijn Rotterdam - Dordrecht, ten zuiden van de Olympiaweg en ten noorden van de Kreekhuizenlaan, het Kreekhuizenplein en de Spinozaweg. Bij de noordwestpunt ligt station Lombardijen, bij de zuidwestpunt het Maasstad Ziekenhuis. De wijk telt voornamelijk laagbouw (rijtjeswoningen) en lage flatwoningen. Een uitzondering hierop vormen het 11 woonlagen hoge woongebouw De Kreek en de beide Spuikreekflats. Een klein winkelcentrum bevindt zich aan het Kreekplein, wat verderop bevindt zich het overdekte winkelcentrum Keizerswaard.
De straatnamen in de wijk eindigen allemaal op kreek, behalve de Smeetslandseweg, het Kreekplein en de Sportlaan.

## Verkeer
Behalve het NS-station voorziet een bus over de Grote Kreek en tramlijn 2 langs de Spinozaweg in de behoefte aan openbaar vervoer.
De rotonde van het Kreekhuizenplein vormt een belangrijk verkeersknooppunt: via de IJsselmondse randweg kan men de oprit Barendrecht van de A15 bereiken, via de Kreekhuizenlaan en de Adriaan Volkerlaan de oprit van de A16 nabij de Van Brienenoordbrug en via de Spinozaweg de A29 en winkelcentrum Zuidplein.

## Sport en recreatie
Langs het spoor, ten westen van de Smeetslandseweg, ligt een groenstrook met de velden van de amateurvoetbalclubs IJVV De Zwervers en LMO (Linker Maas Oever). Ook is hier het onderkomen van scoutinggroep Ibn Battuta, voorheen Olympia. Aan de Sportlaan is op het terrein van de voormalige voetbalvereniging RVV Hillesluis sinds 2018 Trainingscomplex 1908 gevestigd, met onder andere oefenvelden voor de selectie van profvoetbalclub Feyenoord.
Beverwaard

Groot-IJsselmonde:
De Veranda ·
Groenenhagen-Tuinenhoven ·
Hordijkerveld ·
Kreekhuizen ·
Reyeroord ·
Sportdorp ·
Zomerland

Lombardijen:
Homerusbuurt ·
Karl Marxbuurt ·
Molièrebuurt ·
Smeetsland ·
Zenobuurt

Oud-IJsselmonde
Rotterdam Centrum ·
Rotterdam-Noord ·
Rotterdam-Oost ·
Rotterdam-West ·
Rotterdam-Zuid ·
110-Morgen ·
Afrikaanderwijk ·
Agniesebuurt ·
Bergpolder ·
Beverwaard ·
Blijdorp ·
Blijdorpse polder ·
Bloemhof ·
Boomgaardshoek ·
Bospolder-Tussendijken ·
CS-kwartier ·
Carnisserbuurt ·
Cool ·
Crooswijk ·
De Esch ·
De Veranda ·
Delfshaven ·
Delfshaven-Schiemond ·
Dijkzigt ·
Feijenoord ·
Gadering ·
Groenenhagen-Tuinenhoven ·
Groot-IJsselmonde ·
Heijplaat ·
Het Lage Land ·
Hillegersberg ·
Hillesluis ·
Homerusbuurt ·
Hordijkerveld ·
Kandelaar ·
Karl Marxbuurt ·
Katendrecht ·
Kiefhoek ·
Kleinpolder ·
Kleiwegkwartier ·
Kop van Zuid ·
Kralingen ·
Kralingse Veer ·
Kreekhuizen ·
Landzicht ·
Liskwartier ·
Lloydkwartier ·
Lombardijen ·
Meeuwenplaat ·
Middelland ·
Middengebied ·
Millinxbuurt ·
Molenlaankwartier ·
Molièrebuurt ·
Nesselande ·
Nieuw Engeland ·
Nieuw-Mathenesse ·
Nieuwe Westen ·
Nooddorp ·
Noordereiland ·
Ommoord ·
Oosterflank ·
Oud-Charlois ·
Oud-IJsselmonde ·
Oud-Mathenesse ·
Oude Noorden ·
Oude Westen ·
Oudeland ·
Overschie ·
Pendrecht ·
Prinsenland ·
Provenierswijk ·
Reyeroord ·
Rubroek ·
Sagenbuurt ·
Scheepvaartkwartier ·
Schiebroek ·
Schiemond ·
's-Gravenland ·
Smeetsland ·
Spaanse Polder ·
Spangen ·
Sportdorp ·
Stadsdriehoek ·
Struisenburg ·
Tarwewijk ·
Terbregge ·
Tussenwater ·
Varenbuurt ·
Vondelingenplaat ·
Vreewijk ·
Waalhaven ·
Westpunt ·
Wielewaal ·
Witte Dorp ·
Zalmplaat ·
Zenobuurt ·
Zestienhoven ·
Zevenkamp ·
Zomerland ·
Zuidwijk